# Hafessa Sultana
Hafessa Sultana (Hafsa Sultan) foi a esposa de Selim I e a primeira Sultão Valide do Império Otomano como mãe de Solimão, o Magnífico. Durante o período entre a entronização de seu filho em 1520 e sua morte em 1534, ela foi uma das pessoas mais influentes no Império.